# Ґузейчартар
Гузе́ Чарта́р (вірм. Ղուզե Ճարտար), Ґузейчарта́р (азерб. Quzeyçartar) — село у Мартунинському районі Нагірно-Карабаської Республіки. Село розташоване на трасі Мартуні — Кармір шука (розвилки на Степанакерт та Гадрут), за 15 км на південний схід від Мартуні, за 1 км на південь від села Чартар та 4 км на північний схід від села Сос.